# Championnats du monde de gymnastique acrobatique 1996
Navigation
Édition précédente Édition suivante
Les championnats du monde de gymnastique acrobatique 1996, treizième édition des championnats du monde de gymnastique acrobatique, ont eu lieu en 1996 à Riesa, en Allemagne.